# Parafia św. Michała Archanioła w Chruślinie
Parafia św. Michała Archanioła w Chruślinie – rzymskokatolicka parafia należąca do dekanatu Łowicz-Św. Ducha w diecezji łowickiej.
Parafia powstała w XIV wieku. Należą do niej wierni z miejscowości: Bocheń, Chruślin, Gaj, Guźnia, Lisiewice Duże, Lisiewice Małe, Mystkowice, Piotrowice, Przesławice, Traby i Wojewodza.